# 1933 год в автомобилестроении
Список событий в автомобилестроении в 1933 году.

## События
- 11 февраля — на Международной автомобильной выставке в Берлине был представлен БМВ-303[англ.]. Новый автомобиль оснащался рядным шестицилиндровым двигателем и был первой моделью компании, у которой решетка радиатора выполнена в виде фирменных «ноздрей»[1]. Производство автомобиля стартовало в апреле[2].
- 18 марта — американская компания Студебекер, пав жертвой Великой депрессии, объявлена банкротом. Альберт Рассел[англ.] стал президентом в 1915 году, в самый разгар депрессии в 1931-м запустил новую линейку автомобилей, честно выплачивал дивиденды и не верил, что кризис продлится долго. После увольнения Рассел покончил жизнь самоубийством, а новая команда управленцев через два года возродила Студебекер[3].
- 16 апреля — родился Георгий Константинович Мирзоев (1933—2018) — советский конструктор автомобилей, главный конструктор АВТОВАЗа с 1976 по 1998 годы.
- 26 июля — в Москве на Заводе имени Сталина (ЗИС) стартовало производство грузовика ЗИС-5 и его трёхосной версии ЗИС-6. Эти трёх- и четырёхтонные автомобили сыграли позднее огромную роль в Великой Отечественной войне[4].
- 21 августа — принято решение Совнаркома СССР о второй реконструкции Завода имени Сталина (ЗИС) с доведением его производительности до 70 000 грузовых и 10 000 легковых автомобилей в год[5].
- 1 сентября — по предложению Киитиро Тоёды, сына основателя фирмы Сакити Тоёды, «Компания по производству автоматических ткацких станков Тоёда» открыла автомобильное подразделение. Со временем оно превратилось в Тойота Мотор Корпорэйшн, крупнейшего производителя автомобилей в мире[6].
- 13 декабря — родился Поль Брак — французский автомобильный дизайнер, известен по работе в Mercedes-Benz, BMW и Peugeot.
- 18 декабря — в Москве на Заводе имени Сталина (ЗИС) были изготовлены три первых автобуса ЗИС-8 на удлинённом шасси грузовика ЗИС-5 вместимостью до 29 пассажиров[7].